# Ермак-Камень
Ерма́к-Ка́мень или Ка́мень Ерма́к — скальный массив на Среднем Урале в Кунгурском районе Пермского края, Россия на территории заказника «Предуралье». Расположен на правом берегу реки Сылвы напротив станции Чикали. Состоит из известняка и имеет вершины разной высоты, которые называются Ермак, Ермачиха и Ермачёнок. Скалы Ермак-Камень — природный памятник и популярное место туризма.
Ермак-Камень — традиционное место проведения соревнований по альпинизму и скалолазанию. Ежегодно 9 мая здесь проводится первенство Перми по технике альпинизма и скалолазанию, а в конце сентября — начале октября — соревнования «Памяти друзей».

## Описание
Скалы Ермак и Ермачиха — это высокие отвесные утёсы, покрытые на вершине сосновым лесом. Высота их 40 и 30 м соответственно. Скала Ермачёнок ниже — высота 15 м, имеет остроконечную форму, на ней нет леса и почти нет растительности.